# My Own Prison (canción)
«My Own Prison» es una canción de la banda estadounidense de hard rock y metal alternativo Creed. Fue lanzado en 1997 como el primer sencillo de su primer álbum de estudio My Own Prison (1997). El sencillo alcanzó el puesto número dos en la lista Billboard Mainstream Rock Tracks.

## Composición y grabación
"My Own Prison" es una de las primeras canciones escritas por Creed. Antes de escribir la canción, la banda había escrito alrededor de media docena de otras canciones mientras intentaban encontrar su identidad. La banda escribió una canción llamada "Grip My Soul", que nunca fue grabada ni lanzada, pero después de un ensayo, el vocalista Scott Stapp recuerda que él y la banda sintieron que finalmente habían encontrado su estilo musical. Poco después se escribió "My Own Prison". Stapp escribió en sus memorias, Sinner's Creed, que en cierto modo, "Grip My Soul" fue un preludio de lo que se convertiría en "My Own Prison". Como ocurre con todas las canciones de Creed, la letra fue compuesta por Stapp y la música fue escrita íntegramente por el guitarrista Mark Tremonti. Stapp dijo sobre escribir la canción principal: "Una noche me desperté alrededor de las 3 o 4 a. m. de un sueño y lo escribí todo", dijo Stapp. "No sabía que era una canción en ese momento. Unos días después llamé a [el guitarrista] Mark [Tremonti], él había estado preparando algo de música, nos sentamos y preparamos la canción en unos 30 minutos."

## Música y letras
Stapp se inspiró para escribir la letra de My Own Prison basándose en sus experiencias cuando dejó su casa a la edad de 17 años para inscribirse en "la escuela de los golpes duros", dijo Stapp, y fue en los últimos días durante esta educación que Stapp decidió que "asumiría la responsabilidad" de sus acciones. Stapp dijo que la canción se relaciona con su descubrimiento de que "no podía culpar a otros por los muros que limitaban mi vida. 'My Own Prison' fue la consecuencia de mis malas decisiones. Fue mi culpa que hiciera una mierda en la escuela, que Me despidieron de mi trabajo, que estaba viviendo en mi auto y tuve que crecer".
Stapp también dijo en sus memorias que su educación cristiana jugó un papel muy importante al inspirarlo a escribir la canción debido a la culpa que sentía por no estar a la altura del Dios que le presentó su padre y la rebelión que siguió en su adolescencia. . Sintió que era a la vez lógico y sorprendente que sus experiencias salieran a la luz en forma de canción de rock. Lógico en el sentido de que, en su opinión, la música es rebelde por naturaleza y el rock tiene sus raíces en desafiar las reglas y normas sociales de la generación anterior. Pero sorprendente porque a pesar de esta rebelión, la canción le confirmó a Stapp que era "el Hombre en la cruz, el León de Judá, quien tenía la llave de mi libertad". Stapp sintió que la canción era la metáfora más significativa de su vida, ya que estuvo con la banda desde el principio y resultaría profética en las décadas siguientes.

## Video musical
El vídeo musical fue producido por la productora Black Walk, con sede en Toronto, y fue dirigido por Stephen Scott. El vídeo recibió una gran difusión en MTV y en MuchMusic.

## Lista de canciones
1. "My Own Prison" (radio edit) – 4:12
2. "My Own Prison" (edit acústico) – 4:33
3. "Torn" (en vivo) – 6:24

## Posicionamiento en lista
| Lista (1997–98)                      | Mejor posición |
| ------------------------------------ | -------------- |
| Canadá (RPM Top Singles)             | 45             |
| Estados Unidos (Alternative Airplay) | 7              |
| Estados Unidos (Mainstream Rock)     | 2              |
| Estados Unidos (Radio Songs)         | 54             |